# Racconti della beccaccia
Racconti della beccaccia (Contes de la bécasse) è una raccolta di racconti in lingua francese di Guy de Maupassant, pubblicata per la prima volta dall'editore Rouveyre et G. Blond nel 1883.

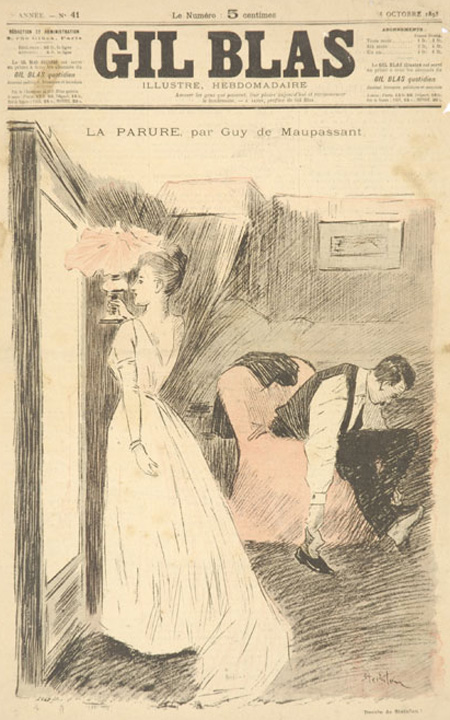
Prima pagina della rivista Gil Blas, numero dell'8 ottobre 1893

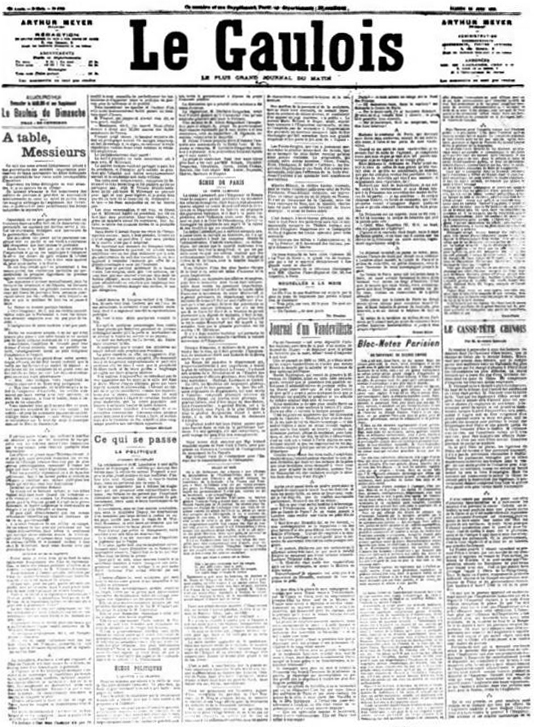
Prima pagina della rivista Le Gaulois

Il contratto per una raccolta di racconti "Racconti della Beccaccia" fu firmato da Guy de Maupassant con Edouard Rouveyre e G. Blond nel 1883. Nel contratto era precisato che la raccolta doveva avere le stesse dimensioni della raccolta Mademoiselle Fifi (La Signorina Fifi) pubblicato da Victor Havard, ossia un’opera di circa trecento pagine. Poiché i quindici racconti scelti inizialmente non raggiungevano le dil supplemento settimanale del quotidiano Gil Blas e la rivista letteraria Le Gaulois, dal 19 aprile 1882 all'11 aprile 1883. Le dimensioni di ciascun racconto dipendevano perciò dallo spazio a disposizione nel giornale. Hubert Juin ritiene che Maupassant, che era stato alla scuola di Gustave Flaubert, scoprisse nel giornale una formula ideale, un tono a sua misura: I racconti erano scritti «in modo incisivo, graffiante. Due parole gli bastano a delineare un personaggio; tre per allestire una scena». La collaborazione ai giornali dell’epoca implicava anche l'adesione a differenti linee editoriali. Le Gaulois era un giornale mondano, con tendenze monarchiche e pubblico conservatore; Gil Blas era invece un giornale liberale. La raccolta in volume permetteva a Maupassant di rendere omogenei articoli provenienti da fonti differenti.

## Racconti
La raccolta contiene i seguenti diciassette racconti:
- La beccaccia (La Bécasse, pubblicato dapprima sulla rivista Le Gaulois del 5 dicembre 1882[1].)
- Quel porco di Morin (Ce cochon de Morin, pubblicato dapprima sulla rivista Gil Blas del 21 novembre 1882, con lo pseudonimo "Maufrigneuse"[3].)
- La pazza (La Folle, pubblicato dapprima sulla rivista Le Gaulois del 6 dicembre 1882[4].)
- Pierrot (Pierrot, pubblicato dapprima sulla rivista Le Gaulois del 1º ottobre 1882[5].)
- Minuetto (Menuet, pubblicato dapprima sulla rivista Le Gaulois del 20 novembre 1882[6].)
- La paura (La Peur, pubblicato dapprima sulla rivista Le Gaulois del 23 ottobre 1882[7].)
- Burla normanna (Farce normande, pubblicato dapprima sulla rivista Gil Blas dell'8 agosto 1882, con lo pseudonimo "Maufrigneuse"[8].)
- Gli zoccoli (Les Sabots, pubblicato dapprima sulla rivista Gil Blas del 21 gennaio 1883, con lo pseudonimo "Maufrigneuse"[9].)
- L'impagliatrice (La Rempailleuse, pubblicato dapprima sulla rivista Le Gaulois del 17 settembre 1882[10].)
- In mare (En mer, pubblicato dapprima sulla rivista Gil Blas del 12 febbraio 1883, con lo pseudonimo "Maufrigneuse"[11].)
- Un normanno (Un Normand, pubblicato dapprima sulla rivista Gil Blas del 10 ottobre 1882, con lo pseudonimo "Maufrigneuse"[12].)
- Il testamento (Le Testament, pubblicato dapprima sulla rivista Gil Blas del 7 novembre 1882, con lo pseudonimo "Maufrigneuse"[13].)
- In campagna (Aux champs, pubblicato dapprima sulla rivista Le Gaulois del 31 ottobre 1882[14].)
- Cantò un gallo (Un coq chanta, pubblicato dapprima sulla rivista Gil Blas del 5 luglio 1882[15].)
- Un figlio (Un fils, pubblicato dapprima sulla rivista Gil Blas del 19 aprile 1882[16].)
- Sant'Antonio (Saint-Antoine, pubblicato dapprima sulla rivista Gil Blas del 3 aprile 1983, con lo pseudonimo "Maufrigneuse"[17].)
- L'avventura di Walter Schnaffs (L'Aventure de Walter Schnaffs, pubblicato dapprima sulla rivista Le Gaulois dell'11 aprile 1883[18].)

## Edizioni
- Guy de Maupassant, Contes de la bécasse, Paris: Rouveyre et G. Blond, 1883
- Guy de Maupassant, Contes de la bécasse, Paris: Victor-Havard, 1890 (BNF Gallica, edizione del 1894)
- Guido de Maupassant, Racconti della beccaccia; versione di Onorato Roux, Milano: Sonzogno, 1898
- Guy de Maupassant, Le novelle; a cura di Bruno Dell'Amora, Alfredo Fabietti. Vol. VII: La beccaccia; Quel porco di Morin; La pazza; Pierrot; Minuetto ..., Milano: G. Morreale (poi) Bietti, 1932
- Guy de Maupassant, Le novelle, 3 Voll.; traduzione di Egidio Bianchetti, Milano: Istituto editoriale italiano, 1947
- Guy de Maupassant, A caccia; traduzione di Luigi Ermete Zalapy; copertina di A. D. Repossi, Sesto S. Giovanni: A. Barion Jr., 1948
- Guy de Maupassant, Racconti della beccaccia; traduzione di Oreste Del Buono, Collezione Biblioteca Universale Rizzoli 575-576, Milano: Rizzoli, 1953
- Guy de Maupassant, Racconti della beccaccia; traduzione di Mario Picchi e di Antonia Schiavoncini; introduzione di E. Melon, Firenze: Sansoni, 1966
- Guy de Maupassant, Racconti della beccaccia; Miss Harriet; prefazione di Gilbert Sigaux; illustrazioni originali di Claude Hermann, Ginevra: Edito-Service, 1971
- Guy de Maupassant, Tutte le novelle; a cura di Mario Picchi, Collezione I Meridiani, Milano: A. Mondadori, 1993, ISBN 88-04-36360-6 (ISBN 978-88-04-36360-6 VI ed., 2013)
- Guy de Maupassant, Tutte le novelle e i racconti; a cura di Lucio Chiavarelli; introduzione generale di Giacinto Spagnoletti; Collezione I mammut 81, Roma: Grandi Tascabili Economici Newton, 2005, ISBN 88-541-0440-X